# Friedhof Gröpelingen
Der kleine Friedhof Gröpelingen in Bremen-Gröpelingen, Gröpelinger Heerstraße 262, Ecke Debstedter Straße bzw. Havemannstraße wurde in den 1880er Jahren angelegt und ist seit 1902 in städtischer Verwaltung.

## Geschichte
Der 1 ha große quadratische Friedhof in der Nähe zur Weser war bis zu seiner Übernahme durch die Stadt ein kirchlicher Friedhof. Das Eingangsportal mit dem Kreuz verweist auf den kirchlichen Ursprung. Die Grabstellen sind in eine Wiesenlandschaft eingebettet; es sind Grabmale aus der Zeit von 1895 bis 1905 aus schwarzem Granit in Form von Obelisken vorhanden. Alter Baumbestand, Einfriedungshecken und solitäre Sträucher lassen den Friedhof als Park erscheinen. Es werden keine Gräber mehr neu vergeben; bis in die 2006-er Jahre fanden jedoch Beisetzungen in bestehende Familien-Grabstätten statt.
Die Ursprünge dieses Friedhofs reichen bis in die 1880er Jahre zurück als der Friedhof um die alte Gröpelinger St. Nikolauskirche an der Kirchenallee nicht mehr als Begräbnisstätte ausreichte. "So stellte schließlich 1884 eine Gruppe von Bauern der Kirchengemeinde ein Stück Land in Aussicht, das am damaligen Rand des Dorfes lag, heute in unmittelbarer Nachbarschaft des 1926 erbauten Straßenbahndepots. Bei den Verkaufsverhandlungen wurde den Bauernfamilien ein „ewiges“ Bestattungsrecht auf dem neuen Friedhof versprochen.
Nach der Eingemeindung des Dorfes Gröpelingen im Jahr 1902 ging der Gröpelinger Friedhof in städtischen Besitz über. Neben den alten Gröpelinger Familien wie Bosse, Mattfeldt, Raschen, Gäbel, Kropp und Brüggemann fanden auch viele der neu Zugezogenen hier ihre Begräbnisstätten, die nun bedroht scheinen.

## Schließungs- bzw. Umnutzungspläne
Der Umweltbetrieb Bremen gab bereits 1998 beim Abriss der angeblich baufälligen Kapelle in der Mitte des Friedhofes Schließungspläne bekannt. Die Gröpelinger Geschichtswerkstatt hat deshalb in den Jahren 2009 und 2011 in Zusammenarbeit mit der städtischen Friedhofsverwaltung und der Kirchengemeinde vorsorglich die Grabsteine der Familien Juchter und Timmermann vom Gröpelinger Friedhof abräumen und sie an der Kirchenwand der 1950 neu erbauten Andreas-Kirche aufstellen lassen, um sie vor dem Zermahlen zu Straßengranulat und damit vor dem Vergessen zu bewahren. Als zentraler Friedhof für die bevölkerungsreichen Stadtteile Gröpelingen und Walle wird heute der Waller Friedhof genutzt.
Am 13. Februar 2013 wurde auf einer gemeinsamen Sitzung der Stadtteilbeiräte Walle und Gröpelingen beschlossen, den alten Gröpelinger Friedhof zu erhalten und dort wenigstens einen Platz für erhaltenswerte Grabsteine einzurichten. Ob die Baubehörde diesem Ansinnen folgt, bleibt abzuwarten.

## Anfahrt
Mit den Straßenbahn- und Buslinien 2, 3 oder 10 bzw. 70, 71, 73, 75, 80 und 81 ist der Friedhof erreichbar. Eingänge sind an der Gröpelinger Heerstraße 262 und der Stapelfeldtstraße.

## Bestattete Persönlichkeiten
- Elard Ordemann, (1866–1945) Pastor an der alten Gröpelinger Nikolaikirche und Heimatforscher, er starb am 26. Dezember 1945 in Gadderbaum und wurde nach Überführung nach Bremen am 17. Oktober 1947 auf dem Friedhof Gröpelingen, Grabstelle Nr. 66, beigesetzt.[8] Das Grab ist aufgehoben.